# 篠崎紘一
篠崎 紘一（しのざき こういち、1942年2月17日-　）は、日本の作家。

## 人物
新潟県生まれ。本姓・篠崎。早稲田大学文学部卒。IT関連企業の社長を経て、現代的な解釈で古代ロマン小説を発表する。『日輪の神女』で第一回古代ロマン文学大賞受賞。

## 著書
- 『日輪の神女（ひのかむめ）』郁朋社 2000（卑弥呼没後の台与を描く）
  - 『日輪の神女 紅蓮の剣』新人物往来社　2003
- 『持衰』郁朋社 2002
- 『卑弥呼の聖火燃ゆる胸』新人物往来社 2004
- 『「プラチナ世代」が日本を変える 新しい六十代の輝く男たち・プラチナ族の登場』新人物往来社 2005
- 『悪行の聖者聖徳太子』新人物往来社 2006　のち角川文庫
  - 『続・悪行の聖者聖徳太子』新人物往来社 2010　『阿修羅 悪行の聖者聖徳太子』角川文庫
- 『虚空の双龍』新人物往来社　2008（天智天皇、天武天皇を描く）
- 『言霊 大伴家持伝』角川書店 2013
- 『輪廻の詩人 柿本人麻呂・西行・松尾芭蕉と千年転生』郁朋社 2017

### 共著
- 『サラファの挑戦 サラリーマンファーマーたちの熱き戦い』町田武美共著 グリーンネットワーク社 1992